# Ozarchaea
Ozarchaea là một chi nhện trong họ Malkaridae.

## Các loài
- Ozarchaea bodalla Rix, 2006 – Australia (New South Wales)
- Ozarchaea bondi Rix, 2006 – Australia (New South Wales)
- Ozarchaea daviesae Rix, 2006 – Australia (Queensland)
- Ozarchaea forsteri Rix, 2006 – New Zealand
- Ozarchaea harveyi Rix, 2006 – Australia (Western Australia)
- Ozarchaea janineae Rix, 2006 – Australia (New South Wales)
- Ozarchaea ornata (Hickman, 1969) (type) – Australia (Tasmania)
- Ozarchaea platnicki Rix, 2006 – Australia (Queensland)
- Ozarchaea saxicola (Hickman, 1969) – Australia (Tasmania)
- Ozarchaea spurgeon Rix, 2006 – Australia (Queensland)
- Ozarchaea stradbroke Rix, 2006 – Australia (Queensland)
- Ozarchaea valida Rix, 2006 – Australia (New South Wales)
- Ozarchaea waldockae Rix, 2006 – Australia (Western Australia)
- Ozarchaea werrikimbe Rix, 2006 – Australia (New South Wales)
- Ozarchaea westraliensis Rix, 2006 – Australia (Western Australia)
- Ozarchaea wiangarie Rix, 2006 – Australia (New South Wales)